# Eremicaster crassus
Eremicaster crassus is een kamster uit de familie Porcellanasteridae.
De wetenschappelijke naam van de soort werd in 1883 gepubliceerd door Percy Sladen.